# 晴れた終わり
「晴れた終わり」（はれたおわり）は、al.ni.coの2ndシングル。

## 内容
- 約8ヶ月ぶりとなるシングル。
- 初回生産盤はオレンジ色のケースにCDが収められている。また、オリジナルステッカーも封入されていた。
- PVは中野裕之が手掛けた。（撮影場所：大島の溶岩地帯）
- 2024年12月4日、サブスクでの配信開始。[1]

## 収録曲
1. 晴れた終わり　作詞作曲：上杉昇 編曲：柴崎浩
ベースも柴崎が担当。上杉曰くアジア大陸の大きさやクールさを表現した曲にしたかったらしい。デモの段階では最初はサビだけしかなく、あとはセリフっぽくボソボソ言ってて叫んでる感じだった。詞は「TOY$!」と続いており、絶望感や死に対する恐怖を変に意識しすぎてる自分がいて、そういう思いに光を当てたいと思ってできた詞である。最初は全編英語詞の予定だった。
柴崎はサビの後に広がりがほしく、勝手に大サビをつけたが上杉に「それはいらない」と言われてギターで変化をつけるようにしたらしい。
2. Providence of nature　作詞作曲：上杉昇 編曲：鈴木ミチアキ
アレンジに鈴木ミチアキを起用。al.ni.co結成以前に録音したものをギターだけ柴崎が弾き直した。
3. 不変のうた　作詞作曲：上杉昇 編曲：上杉昇
上杉がギターを担当。初めてスタジオで上杉がギター演奏した。使用ギターはジャズマスターと柴崎のヴァンヘイレンモデル。

## 参加アーティスト
- 山木秀夫(ドラム）#1
- 三沢またろう（パーカッション）#1
- 四家卯大(チェロ) #1
- 萩原薫(ヴィオラ) #1
- 恩田尚之(アコースティック・ピアノ＆フェンダーローズ) #1
- 鈴木ミチアキ（ベース）#2
- “TARA”（バックグラウンドボーカル）#2
- 高橋ロジャー和久（ドラム）#2

## 収録アルバム
- セイレン（#1）